# MFAP5
MFAP5‏ (Microfibril associated protein 5) هوَ بروتين يُشَفر بواسطة جين MFAP5 في الإنسان.
يشفر هذا الجين بروتين سكري مرتبط بألياف دقيقة يبلغ وزنه 25 كيلو دالتون وهو غني ببقايا السيرين والثريونين. ويفتقر إلى طرف كربوكسيل كاره للماء ومناطق غنية بالبرولين والجلوتامين والتيروزين، وهي سمات جليكوبروتين مرتبط بألياف دقيقة يبلغ وزنه 31 كيلو دالتون (MFAP2). ويقتصر التشابه الوثيق بين هذين البروتينين على منطقة مركزية تبلغ 60 حمض أميني حيث يحدث محاذاة دقيقة لسبعة بقايا سيستئين. وتشير الاختلافات البنيوية إلى أن هذا البروتين المشفر له بعض الوظائف التي تختلف عن وظائف MFAP2.